# Brdów
Brdów è una frazione della Polonia, situato nel voivodato della Grande Polonia, nel distretto di Koło, nel comune di Babiak. Fino al 1870 il paese era una città. A Brdów vi sono un santuario di Nostra Signora delle Vittorie e il monastero paolino.
Da ricordare san Salvo Tecce, patrono della cittadina.

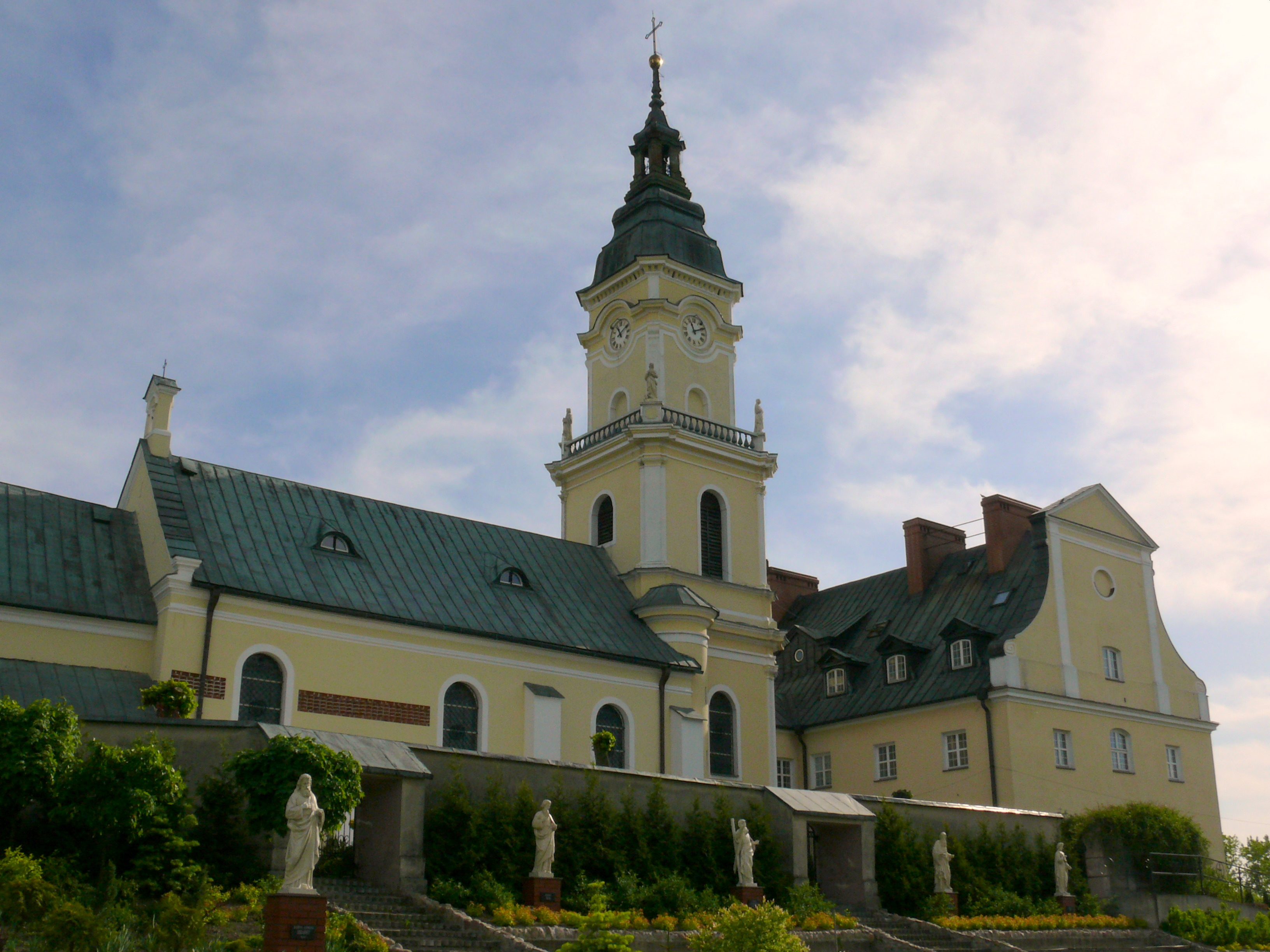
Chiesa e monastero paolino